# Rudna ležišta
Znanost o rudnim ležištima je veoma kompleksna geološka disciplina, jer osim geoloških metoda koristi i različite tehnološke i ekonomske metode kako bi dovela do otkrivanja ležišta, odredila njegovu veličinu, oblik i koncentraciju korisnih komponenata.

## Pojam ležišta mineralne sirovine
Rudno ili mineralno ležište je mjesto višestrukog povećanja koncentracije rudne komponente u odnosu na prosječni sadržaj u zemljinoj kori, koje se po kvaliteti, količini i načinu zalijeganja, suvremenim tehničko-tehnološkim postupcima mogu eksploatirati.  
Svako rudno ležište je proizvod mobilizacije, transporta i odlaganja (depozicije) rudne materije uz karakteristične fizikalno-kemijske ili fizičke procese. 
Granica eksploatabilnosti ovisi o ekonomskim i geološkim uvjetima te o tehničko-tehnološkom razvoju. 

## Pojavljivanje rudnih tijela uprirodi
Oblik rudnih tijela zavisi o načinu postanka i geološkoj građi terena. 
Konture rudnih tijela mogu biti oštre ili postupne. 
Prirodne konture rudnih tijela ne moraju se podudarati s rudarskim (ekonomskim). 
Okolne stijene su nositelji orudnjenja.
Odnos rudnog tijela prema okolnim stijenama određuje njihov naziv:

a) Singenetska rudna tijela (ležišta) nastala su sinkrono s okolnom stijenom. Razlikujemo krovinu i podinu u rudnom tijelu. Zovemo ih i stratiformna (jer formiraju sloj).
b) Epigenetska rudna tijela (ležišta) mlađa su od okolnih stijena.
c) Konkordantna rudna tijela (zaliježu u seriji sedimentih stijena, engl. Stratabound).
Singenetska rudna tijela su konkordantna, ali i epigenetska mogu biti konkordantna.
d) Diskordantna rudna tijela su isključivo epigenetska.

## Podjela rudnih tijela prema obliku
a) Izometrična rudna tijela
–štokovi...velika rudna tijela izgrađena od impregnacija do masivnih tipova orudnjenja (česta kod bakarnih porfirnih ležišta)
–gnijezda...mala rudna tijela, obično neravnomjerno raspoređena u prostoru
b) Pločasta rudna tijela
–slojevi...najčešći oblik kod sedimentnih ležišta, "slojevita ili slojna ležišta" (stratiformna i stratabound), ne moraju biti sedimentna, samo imaju izraženi uslojeni karakter, opisuju se padom, pružanjem i debljinom
–lećasta rudna tijela...čine prijelaz od slojeva ka gnijezdima
–žična ili žilna rudna tijela...mogu biti jednostavne i složene žile ili žile tipa konjskog repa
c) Rudni stupovi...imaju dvije dimenzije puno manje od treće

## Tipovi orudnjenja
Prema stupnju koncentracije korisnih minerala u rudnim tijelima i načinu ispunjavanja prostora razlikujemo različite tipove orudnjenja:
–Impregnacioni tip orudnjenja (diseminirani)...nejednoliko raspršene koncentracije rudne materije u okolnoj stijeni
–Štokverkno-impregnacijski tip orudnjenja...sistem sitnih prslina, pukotina ispunjenih rudnim mineralima zajedno s impregnacijama
–Žiličasti tip orudnjenja...orudnjenje vezano uz orijentirani sistem prslina i pukotina
–Masivna (kompaktna) orudnjenja...su najbogatija

## Strukture rudnih ležišta
Struktura rudnih ležišta zavisi o općim geološkim uvjetima tijekom stvaranja ležišta (litološke i strukturne karakteristike terena).
Oblik endogenih ležišta zavisi o putevima fluida (pukotine, rasjedi, porozne stijene), povoljnim geološkim zamkama, reaktivnosti okolnih stijena koje nose rudište. 
U pre-rudnom stadiju geološke strukture su bitne za puteve fluida i za odlaganje rudne materije. 
Inter-mineralizacijski stadij je razvijen tijekom samog stvaranja rudnog ležišta. 
Post-rudni stadij je vrlo važan za razumijevanje građe ležišta, otkrivanje skrivenih rudnih tijela.
 
Strukture prema Schneiderhohn-u (1952.)
a) Prema razvoju oblika mineralnih agregata
–ksenomorfne (alotriomorfne, zrnaste)
–hipidiomorfne
–panidiomorfne
–porfirne
b) Složeni sklopovi
–mirmekitsko-grafične
–poikilitske
–izdvajanja
c) Prema relativnoj veličini
–jednoliko ili nejednoliko zrnate

## Teksture rudnih tijela
Prema prostornom uređenju mineralnih sastojaka mogu biti (po Schneiderhohn-u 1952.):
a) Zrnaste...bez izražene orijentacije
b) Jednostavne, usmjerene
- peraste
- listaste
- radijalne
c) Pravilne i ritmičko-trakaste
- slojevite
- naborane
- koncentrično-slojevite
- oolitske
- konkrecione
Karakteristični primjeri tekstura (Smirnov, 1975.) su: pjegava, trakasta, kokardna, ritmično trakasta, spužvasta, oolitska, kolomorfna, žiličasta, brečasta i druzna.

## Geneza ležišta mineralnih sirovina
Složeni fizičko-kemijski procesi koji dovode do formiranja ležišta prouzrokuju stvaranje koncentracija pojedinih elemenata koji je mnogo veći nego što je njihov srednji sadržaj u Zemljinoj kori. 

### Ležišta prema postanku se klasificiraju na:

#### [1] Magmatska (magmatogena) ležišta
Nastala su u glavnoj magmatskoj fazi kristalizacije, i posljedica su diferencijacije magme, zbog čega su vezana, za određene tipove magmatskih stijena. Ovdje, spadaju likvaciona ležišta (ili ležišta likvidnih segregata), ranomagmatska (ili ležišta kristalizacionih diferencijata) i kasnomagmatska (injekciona) ležišta.
Pegmatitska ili pneumatolitska ležišta, svrstavaju se prema ovoj podjeli u postmagmatska.

#### [2] Sedimentna (sedimentogena) ležišta
Ova ležišta su stvarana na relativno niskim temperaturama (do maks. 50°C) i tlakovima koji odgovaraju atmosferskom, eventualno pritisku stupca vode prilikom njihovog formiranja u vodenoj sredini.
Sedimentogena (egzogena) ležišta dijele se u dvije vrste: ležišta kore raspadanja i sedimentna ležišta.

#### [3] Metamorfna (metamorfogena) ležišta
Postoje dva tipa ovih ležišta: metamorfizirana (ležišta drugih genetskih tipova koja su zahvaćena procesima metamorfizma i bitno promijenjena u smislu obogaćivanja korisnim komponentama) i metamorfna (ležišta koja su formirana u procesu metamorfizma, odnosno nastala kada i metamorfne stijene u kojima se nalaze).